# Colli Berici Cabernet
Il Colli Berici Cabernet è un vino DOC la cui produzione è consentita nella provincia di Vicenza.

## Caratteristiche organolettiche
- colore: rosso rubino carico tendente all'arancione con l'invecchiamento.
- odore: gradevolmente intenso, caratteristico.
- sapore: asciutto, robusto, giustamente tannico.

## Abbinamenti consigliati
Carni rosse alla griglia e al forno formaggi stagionati

## Produzione
Provincia, stagione, volume in ettolitri
- Vicenza  (1990/91)  5677,29
- Vicenza  (1991/92)  5352,23
- Vicenza  (1992/93)  6526,72
- Vicenza  (1993/94)  6168,12
- Vicenza  (1994/95)  7821,8
- Vicenza  (1995/96)  6198,59
- Vicenza  (1996/97)  8319,18